# Markéta Svozilová
Markéta Svozilová (* 27. August 2002 in Brno) ist eine tschechische Beachvolleyballspielerin.

## Karriere

### Universitätskarriere
2022 begann die Tschechin ihr Studium an der Florida Atlantic University (FAU). Von 33 Spielen war sie mit ihrer Partnerin 22 Mal auf Feld zwei erfolgreich. Sie hält damit den Schulrekord in individual season flight 2 Siegen. Mit Courtney Moon bestritt sie 30 Partien an Position zwei, von denen 21 gewonnen wurden, darunter auch der Sieg in der ersten Runde der NCAA Championship, der mit dazu beitrug, dass Stanford geschlagen werden konnte. Für seine Leistungen wurde das Duo zum Conference USA (CUSA) First Team ernannt. Svozilová erhielt darüber hinaus die Berufung ins All Freshman Team.  Als Sophomore hatte sie eine 9:2 Bilanz, mit ihrer Standardpartnerin aus dem ersten Jahr an der Hochschule gelagen acht Siege bei nur einer Niederlage. Als Junior war Svozilová  häufig auf Court eins aktiv. Daher war fiel ihre Gesamtbilanz von 18:17 etwas schlechter aus als in den vorigen beiden Jahren. Mit Moon gewann sie von 25 Begegnungen fünfzehn. Die Belohnung war die Wahl zum CUSA First Team All-Conference. Als Senior stand die in der Südmährischen Region geborene Athltetin 2025 fast immer auf Feld eins mit Ashleigh Adams am Netz. 25 Siege waren das Resultat. Dazu zählte auch die 4:0 Bilanz während der CUSA Meisterschaft, die entscheidend mithalf, den Titel für die Owls zu sichern. Damit stellte das Beachpaar den Unirekord von gewonnenen Begegnungen in einem Spieljahr ein. Es wurde auch im ersten Spiel der NCAA Meisterschaft nicht geschlagen, Die Partie wurde beim Stand vom 1:1 Sätzen abgebrochen, da die FAU zu diesem Zeitpunkt die Gesamtbegegnung schon mit drei Niederlagen verloren hatte. Im April erhielt das Duo seine bedeutendste Auszeichnung im Hochschulsport als American Volleyball Coaches Association (AVCA) All-America Second Team.

### Karriere CEV und FIVB
2018 startete Markéta Svozilová zum ersten Mal bei einer Veranstaltung der Confédération Européenne de Volleyball (CEV). Bei der Europameisterschaft der unter Achtzehnjährigen belegte sie gemeinsam mit Eliška Tezzele den geteilten siebzehnten Rang. Ein Jahr später standen die Tschechichen beim gleichen Wettbewerb auf der untersten Stufe des Podests. Nach einigen nationalen Turnieren, einem neunten Platz bei der nächst höheren Altersgruppe im kontinentalen Wettkampf eine Saison später sowie dem letzten Gruppenplatz bei der U22 EM 2021 wechselte Svozilová  zu Patricia Missottenová, mit der sie hauptsächlich Turniere im Heimatland bestritt, jedoch ebenfalls beim europäischen Titelkampf der unter Zweiundzwanzigjährigen in der nächsten Spielzeit teilnahm und mit einem neunten Rang zurückkehrte. 2023 begann eine neue Ära für die Brünnerin mit Kylie Neuschaeferová. Die beiden erreichten in ihrem ersten gemeinsamen Event ein Endspiel der tschechischen Beachserie. Anschließend wurden sie Vizeeuropameisterinnen der unter Zweiundzwanzigjährigen und gewannen ein Finale der tschechischen Tour. Es folgte die wichtigste Veranstaltung für ihren Landesverband, das europäische Qualifikationsturnier für die Olympische Spiele in Paris. Durch ihre makellose Bilanz in den Gruppenspielen sowie im Viertel- und Halbfinale waren sie entscheidend daran beteiligt, dass nach Verzicht des niederländischen Volleyballverbandes der Startplatz bei den Spielen für ihre Mitstreiterinnen Marie-Sára Štochlová und Barbora Hermannová Realität wurde. Das von dieser Entwicklung nicht profitierende Beachpaar erkämpfte nach einem weiteren nationalen Turniersieg und einigen Achtungserfolgen bei Futures auch seinen ersten internationalen Erfolg. Beim gleichartigen Wettbewerb in ihrer Geburtsstadt stand Svozilová mit Kylie bei der Siegerehrung ganz oben auf dem Treppchen. Die FISU World University Championship war ihre letzte gemeinsame Veranstaltung. Nach der Achtelfinalniederlage gegen Schürholz/Uhl trennten sie sich.
Seit 2025 bilden Svozilová und Štochlová ein neues Duo. Bei ihrem ersten gemeinsamen Event dem Challenge in Yucatan erreichten sie nach dem dritten Rang im Pool und dem Spielgewinn gegen Chamereau/Vieira die Runde der letzten Sechzehn. Beim folgenden Elite16 in Quintana Roo scheiterten sie in der Qualifikation. Besser lief es danach in Xiamen, wo sie als Poolzweite und nach Siegen über zwei chinesische Beachpaare erst im Viertelfinale von den Finalistinnen Ahtiainen/Lahti gestoppt werden konnten.

## Auszeichnungen
- 2022 – CUSA First Team Pair
- 2022 – CUSA All-Freshman Team
- 2024 – CUSA First Team All-Conference
- 2025 – AVCAS All American Second Team[5]

## Persönliches
Die Sportlerin ist die Tochter von Bohdan Svozil and Lenka Svozilová.